# Бондаренко, Мария Игнатьевна
Мария Игнатьевна Бондаренко — советский хозяйственный деятель, Герой Социалистического Труда.

## Биография
Родилась в 1929 году на территории современной Саратовской области. Член КПСС.
Окончила школу ФЗУ при заводе «Пролетарий» в Лисичанске.
В 1947—1983 — резчица стекла, закальщица Лисичанского стекольного завода «Пролетарий» Министерства промышленности строительных материалов Украинской ССР.
Указом Президиума Верховного Совета СССР от 28 июля 1966 года присвоено звание Героя Социалистического Труда с вручением ордена Ленина и золотой медали «Серп и Молот».
Делегат XXIV съезда КПСС.
Умерла в 2005 году в Лисичанске.

## Награды и звания
- Герой Социалистического Труда (28.07.1966)
- Орден Ленина (28.07.1966)
- Орден Трудового Красного Знамени (07.04.1971)